# Robert Wright Campbell
Pour les articles homonymes, voir Wright et Campbell.
Cet article possède un paronyme, voir Robert Campbell.
Robert Wright Campbell, né le 9 juin 1927 à Newark dans le New Jersey aux États-Unis et mort le 21 septembre 2000 à Monterey en Californie, est un écrivain et un scénariste américain, auteur de roman policier.

## Biographie
Après des études à l'institut Pratt à Brooklyn où il obtient en 1947 un diplôme d'illustrateur, il participe à la guerre de Corée.
À sa démobilisation, son frère, le comédien William Campbell l'encourage à écrire et le présente au réalisateur Roger Corman pour lequel il écrira six scénarios. Ses scénarios sont signés R. Wright Campbell.
En 1975, il publie son premier roman, The Psy Who Sat and Waited. En 1987, il obtient un prix Edgar-Allan-Poe pour The Junkyard Dog, premier volume d’une série de onze romans consacrée à Jimmy Flannery, un agent électoral du Parti démocrate à Chicago. En 1986, il entame une série de quatre romans consacrés à Whistler, un détective privé de Los Angeles. Enfin, en 1988, il commence une nouvelle série qui ne compte que deux romans consacrés à Jake Hatch, un détective ferroviaire.
Son unique roman traduit en français Requins en eau trouble (Juice), publié en 1988, est, selon Claude Mesplède et Jean-Jacques Schleret, un « excellent roman noir (qui) contient quelques moments de folie : un chien qui mange des dollars beurrés ou le procureur surpris en galante compagnie, le bas-ventre couvert de crème chantilly ».

## Œuvre

### Romans signés R. Wright Campbell
- The Psy Who Sat and Waited (1975)
- Circus Couronne (1977)
- Where Pigeons Go to Die (1978)

### Romans signés Robert Campbell ou Robert Wright Campbell

#### SérieJimmy Flannery
- The Junkyard Dog (1986)
- The 600 Pound Gorilla (1987)
- Hip-Deep in Alligators (1987)
- Thinning the Turkey Herd (1988)
- The Cat's Meow (1988)
- Nibbled to Death by Ducks (1989)
- The Gift Horse's Mouth (1990)
- In a Pig's Eye (1992)
- Sauce for the Goose (1994)
- The Lion's Share (1996)
- Pigeon Pie (1998)

#### SérieWhistler
- In La-La Land We Trust (1986)
- Alice in La-La Land (1987)
- Sweet La-La Land (1990)
- The Wizard of La-La Land (1995)

#### SérieJake Hatch
- Plugged Nickel (1988)
- Red Cent (1989)

#### Autres romans
- Juice (1990)
  - Requins d'eau trouble, Série noire no 2232 (1990)
- Boneyards (1992)

### Roman signé F.G. Clinton
- The Tin Cop (1983)

### Nouvelle
- Mice (1988)
  - Les Souris, dans le recueil Le Retour de Philip Marlowe, Presses de la Cité (1990)

## Filmographie

### en tant que scénariste pour la télévision
- 1953 : Thanksgiving in Beaver Run, épisode de la série télévisée Letter to Loretta (en) réalisé par Robert Florey
- 1955 : Hand to Hand, épisode de la série télévisée The Star and the Story réalisé par Reginald Le Borg
- 1955 : All the Lonely Night, épisode de la série télévisée Medic (en) réalisé par John Brahm
- 1955 - 1956 : The Outlander et The Storm Riders, épisodes de la série télévisée Cheyenne réalisés par Richard L. Bare
- 1958 - 1960 : Rope of Cards et Cruise for the Cynthia B., épisodes de la série télévisée Maverick réalisés par Richard L. Bare et André De Toth
- 1960 : Tangled Trail, épisode de la série télévisée Bronco (en) réalisé par Herbert L. Strock
- 1962 : An Echo of Honor, épisode de la série télévisée Intrigues à Hawaï réalisé par Irving J. Moore
- 1966 : The Duel at Mont Sainte Marie, épisode de la série télévisée 12 O'Clock High (en) réalisé par Józef Lejtes
- 1974 : No Charity for the MacAllisters, épisode de la série télévisée Docteur Marcus Welby réalisé par Russ Mayberry
- 1990 : Les Ailes du bonheur (en) (Where Pigeons Go to Die), film TV, adaptation du roman éponyme réalisée par Michael Landon

### en tant que scénariste pour le cinéma
- 1955 : Cinq fusils à l'ouest (Five Guns West), film américain réalisé par Roger Corman
- 1957 : Une arme pour un lâche (Gun for a Coward), film américain réalisé par Abner Biberman
- 1957 : Quantez (Quantez, leur dernier repaire), film américain réalisé par Harry Keller
- 1957 : L'Homme aux mille visages (Man of a Thousand Faces), film américain réalisé par Joseph Pevney
- 1958 : Mitraillette Kelly (Machine Gun Kelly), film américain réalisé par Roger Corman
- 1958 : Teenage Cave Man, film américain réalisé par Roger Corman
- 1960 : Les Combattants de la nuit (A Terrible Beauty), film américain réalisé par Tay Garnett
- 1963 : The Young Racers, film américain réalisé par Roger Corman
- 1964 : Le Masque de la mort rouge (The Masque of the Red Death), film américano-britannique réalisé par Roger Corman
- 1964 : L'Invasion secrète (The Secret Invasion), film américain réalisé par Roger Corman
- 1967 : Le Retour des anges de l'enfer (Hells Angels on Wheels), film américain réalisé par Richard Rush
- 1969 : Le Capitaine Nemo et la ville sous-marine (Captain Nemo and the Underwater City), film britannique réalisé par James Hill

## Prix et distinctions
- Prix Edgar-Allan-Poe 1987 du meilleur livre de poche pour The Junkyard Dog[2]
- Prix Anthony 1987 du meilleur livre de poche pour The Junkyard Dog[3]

## Sources
- Claude Mesplède (dir.), Dictionnaire des littératures policières, vol. 1 : A - I, Nantes, Joseph K, coll. « Temps noir », 2007, 1054 p. (ISBN 978-2-910-68644-4, OCLC 315873251)
- Claude Mesplède, Les Années Série noire vol.5 (1982-1995), Encrage « Travaux » no 36, 2000